# Taxi Blues (1990)
Taxi Blues (Такси-блюз, Taksi-bljus) ist eine sowjetisch-französische Koproduktion unter der Regie von Pawel Lungin aus dem Jahr 1990.

## Handlung
Zu Zeiten der Perestroika fährt der Moskauer Taxifahrer Iwan Schlykow mit seinem Wolga mehrere Leute, die noch etwas erleben wollen, ohne richtiges Ziel durch die Stadt. Da der mitfahrende Musiker Lescha Seliwerstow dringend Alkohol braucht, um seinen Pegel zu halten, und den auch gleich bezahlt, fährt er ihn zum Bahnhof, wo in einem der Schließfächer zwei Flaschen Schnaps deponiert sind. Nach seiner Rückkehr zum Taxi verschwinden nach und nach seine mitfahrenden Freunde, da es keine Aussicht auf ein lohnendes Ziel gibt. Nur noch als alleiniger Fahrgast im Auto, lässt er sich in einem Plattenbauviertel absetzen, mit dem Versprechen, sofort wiederzukommen. Doch bis zum Morgen erscheint er nicht wieder und Schlykow muss mit der unbezahlten Summe von 61,72 Rubel auf dem Taxameter nach Hause fahren. Dort reagiert er seine Wut darüber erst einmal an seinen kraftbringenden, selbstgebauten Fitnessgeräten ab.
Da ihm jedoch Lescha Seliwerstow im Taxi selbst erzählt hat, wo er zu finden ist, sucht ihn Schlykow im Klubhaus auf und findet ihn dort auf der Toilette. Als der Musiker ihm sagt, dass er kein Geld hat, um die Rechnung zu bezahlen, bekommt er erst einmal eine Tracht Prügel und nimmt dann dessen Saxophon mit. Jedoch findet er dafür keinen Käufer, der die gewünschte Summe bezahlen will, deshalb will er das Instrument Lescha wieder zurückgeben. Jetzt sucht er ihn in der ganzen Stadt und findet ihn an einer Straßenecke, wo er für ein paar Rubel Lieder singt und sich selbst auf der Gitarre begleitet. Mit der Rückgabe ist Lescha nicht zufriedengestellt, denn er bettelt jetzt Iwan um ein paar Rubel an, um sich dafür Alkohol kaufen zu können. Doch der nimmt Lescha mit in seine Wohnung, die er mit einem älteren Herrn teilt und die sich in einem Altbau befindet. Hier will Lescha seine Kleidungsstücke ausländischer Produktion für etwa 50 Rubel an Wanja verkaufen, damit er dafür 50 Gramm Wodka bekommt. Nachdem das Geschäft abgeschlossen ist, legt Iwan eine Matratze mit einer Decke und einem Kopfkissen hin, worauf sein Gast schlafen kann.
Am nächsten Morgen geht Iwan wieder zur Arbeit, während Lescha noch schläft. Als dieser wach wird, durchsucht er erst einmal die ganze Wohnung nach Alkohol. Doch der einzige Alkohol, den er findet, ist Bestandteil eines Parfüms, was ihn aber nicht davon abhält, dieses zu trinken. Nach einem anschließenden Bad in der Badewanne stellt er sich an das Fenster und spielt auf seinem Saxophon. Dabei vergisst er, dass er den Wasserhahn der Badewanne nicht geschlossen hat, weshalb in den drei Stockwerken darunter die Wohnungen unter Wasser gesetzt werden, was einen Schaden von über 475 Rubel ergibt. Während er daraufhin verschwindet, läuft der ältere Herr zu Iwan und gemeinsam suchen sie den Flüchtigen. Der hat sich inzwischen mit mehreren Jugendlichen zusammengetan, um mit ihnen Schnaps zu trinken. Als Iwan den Gesuchten findet, wird er von dessen neuen Bekannten verprügelt, doch er kann sich wehren und vertreibt sie. Aber die Polizei kommt und Iwan zeigt Lescha an, der deshalb festgenommen wird. Es stellt sich heraus, dass der etwa fünf Jahre Gefängnis zu erwarten hat, deshalb zerreißt Iwan seine Aussage und kann nun, da die Polizei keinen Grund mehr hat den Gefangenen weiter festzuhalten, diesen wieder mitnehmen. Der muss aber dafür seinen Pass an Iwan hergeben, den er erst wiederbekommen soll, wenn er die Schadenssumme abgearbeitet hat. Obwohl sie immer wieder brutal aneinandergeraten, versuchen sie sich langsam gegenseitig zu verstehen.
Wanja erhält Besuch von seiner Freundin Kristina, die in einem Fleischverarbeitungsbetrieb arbeitet und etwas zu essen mitgebracht hat. Da ihr das Essen aber nur Spaß macht, wenn sie Musik dazu hört, soll Iwan das Radio anmachen, der aber voller Stolz erwidert, dass es bei ihm nur noch Livemusik zu hören gibt. Obwohl sich Lescha erst wehrt, fängt er dann doch an auf dem Saxophon zu spielen, wozu Iwan und Kristina tanzen. Nach einiger Zeit spielt Lescha nur noch für die Frau, die sich ihm dafür an den Hals schmeißt, so dass ihr Freund verärgert den Raum verlässt, um sich im Bad abzukühlen. Nach seiner Rückkehr hat sich die Situation nicht verändert, weshalb Iwan das Saxophon nimmt, auf den Boden schmeißt und mit den Füßen darauf herumtritt. Nach der anschließenden Prügelei zwischen den Männern verlässt Lescha die Wohnung, während Iwan seine Freundin vergewaltigt. Lescha wird dann in der U-Bahn in volltrunkenem Zustand von der Polizei festgenommen und in eine Ausnüchterungszelle gesteckt, aus der ihn Iwan abholt und ihm das Fahrgeld für die Heimfahrt gibt. Doch Lescha bettelt ihn an, ihn nicht allein zu lassen, da er Iwan braucht. Als der aber deutlich macht, keine Lust mehr zu haben, sich mit ihm zu beschäftigen, legt er sich auf die Schienen einer sich nahenden Industrielokomotive. Das ist für Iwan zu viel und er nimmt den Musiker doch wieder mit zu sich nach Hause, denn inzwischen hat sich eine angehende Freundschaft entwickelt.
Auf der Suche nach Alkohol trifft ein ehemaliger Musikerfreund auf Lescha und lädt ihn ein, wieder einmal im alten Klub zu spielen. Als der darauf eingeht, kommt gerade eine ausländische Delegation mit dem amerikanischen Saxophonisten Hal Singer zu Besuch. Der hört Lescha spielen, ist sofort begeistert und es kommt zu einer Jam-Session, die anschließend bei einem Umtrunk in Iwans Wohnung gefeiert wird. Als der nach Hause kommt, ist bei ihm keine Begeisterung zu spüren, doch Lescha bezeichnet in einem Monolog ihn und den älteren Mitbewohner als seine Familie sowie die Wohnung als sein Zuhause, wo er sich wohlfühlt. Trotzdem soll er mit seinen neuen Freunden die Wohnung verlassen, was dieser auch tun will, denn er hat eine Zusage für Konzerte und Schallplattenaufnahmen in Los Angeles bekommen und wird anschließend im Flugzeug von Hal Singer mitfliegen. Iwan glaubt die Geschichte nicht, bis er seinen Freund auf einem großen Bildschirm an der Hauswand einer Moskauer Straße sieht, wie er in New York City Saxophon spielt und ein Interview gibt.
Am Tag, an dem Iwan Geburtstag hat, trifft Lescha wieder auf dem Moskauer Flughafen ein und will ihn abholen, doch der sieht ihn nicht, da er sich in der Begleitung vieler seiner Musikerfreunde und Fans befindet. Also beschließt er, die Feier bei seiner Freundin Kristina stattfinden zu lassen. Als sie ihm ein Liebeslied zur Gitarre singt, behauptet er, dass das gelogen ist, da keiner ihn liebt, und zerschlägt das Instrument. Ein paar Tage später besucht er ein Konzert Leschas, das ihn so mitnimmt, dass sogar ein paar Tränen in seinem Gesicht zu sehen sind. Nach der Vorstellung erhält er von Lescha eine Zusage, ihn abends zu besuchen, weshalb er zu Hause alles für ein gutes Essen vorbereitet. Nur kommt der nicht allein, wie erwartet, sondern mit einer Gruppe betrunkener Freunde. Nachdem sie Iwan genug gedemütigt haben, verschwinden sie mit einem Mercedes wieder. Doch so einfach will der seinen Freund nicht gehen lassen, rennt hinterher, greift sich ein Taxi, dessen Fahrer er aus seinem Sitz auf die Straße wirft, und fährt dem Auto hinterher. Nach einer wilden Raserei durch die Straßen kommt er ihm immer näher und versucht ihn anzuhalten. Das gelingt allerdings nicht und beide Autos überschlagen sich. Als Iwan seinen Freund aus dem Mercedes retten will, stellt er fest, dass es sich nicht um Lescha handelt. Nachdem er den fremden Fahrer ein Stück weitergetragen hat, explodieren die beiden Fahrzeuge.

## Produktion und Veröffentlichung
Der in Farbe von Lenfilm, ASK Eurofilm, MK-2 Produktion und La Sept TV gedrehte Film hatte am 17. Oktober 1990 in Paris und im Dezember 1990 in der Sowjetunion Premiere. Die Erstaufführung in der Bundesrepublik erfolgte am 4. April 1991 und am 2. November wurde der Film auf Arte das erste Mal ausgestrahlt.

## Kritik
Für Jürgen Bretschneider von der Neuen Zeit ist der Film ein kantiger Film, der in der Großstadt Moskau spielt und mit seinem kargen Licht und den gedämpften Farben zur richtigen Wirkung kommt. Die Bilder sind nicht optimistisch und auch nicht pessimistisch, sind weder ein moralischer Aufschrei, noch klagen sie an. Es ist ein aufrichtiger Film ohne falsche Töne, der weder aufklärerisch argumentieren, noch ideologisch beeinflussen will.
Im Lexikon des internationalen Films steht:

„Der parabelhaft angelegte Film über das Verhältnis zwischen Arbeit und Intelligenz in der Sowjetunion überzeugt durch realistische Milieu- und Menschenzeichnung und hervorragende schauspielerische Leistungen.“

## Auszeichnungen
- 1990: Internationale Filmfestspiele von Cannes 1990: Beste Regie für Pawel Lungin
- 1991: Deutsche Film- und Medienbewertung (FBW): Prädikat „Wertvoll“[3]